# 領土・主権展示館
領土・主権展示館（りょうど・しゅけんてんじかん、英: National Museum of Territory and  Sovereignty）は、東京都千代田区の虎ノ門ダイビルイーストに所在する、竹島および尖閣諸島、北方領土等の領有権問題に関する博物館である。

## 概要
日本の領土と主権のうち、島根県隠岐郡隠岐の島町の竹島と沖縄県石垣市の尖閣諸島、北海道の北方領土の主権問題についての国民世論の啓発、国際社会に向けた発信の一環として、説明資料等を展示するために日本国政府の内閣官房領土・主権対策企画調整室により、東京都千代田区日比谷公園の市政会館内にて2018年1月25日に開設された。
2019年5月、同区霞が関の虎の門三井ビルディング（現・虎ノ門ダイビルイースト）1階への移転が発表された。
移転先の展示は2020年1月20日に報道陣に公開され、翌21日から一般公開となった。以前に比べて展示面積が約7倍になり、これまで少なかった北方領土の展示も大幅に増えている。また、移転前は原則として土日は休館日であったが、移転後は月曜休館となっている。

## 展示物
竹島と尖閣諸島が歴史的にも国際法上も日本の領土であることの根拠や、韓国・中国および台湾の主張に対する反論を説明するパネル、証拠資料（複製）を展示するほか、政府が法と対話による問題解決を目指す立場にあることの説明などがある。
すでに北海道の札幌市や標津町に常設展示施設があることから、市政会館時代は北方領土問題に関する内容はごく僅かであったが、現在地に移転してからは北方領土についての展示も大幅に追加された。
展示物以外に関連映像の上映、パソコンによる資料閲覧ができるようになっている。
また英語・中国語版を含む竹島、尖閣問題等の関連パンフレットの配布も行っている。

## 利用情報
- 開館時間：火 - 日曜日 10:00 - 18:00[2]
- 閉館日：月曜日、年末年始（12月29日 - 1月3日）[2]
- 入館料：無料[2]
- 駐車場：なし
- 写真撮影：可能

## アクセス
- 東京メトロ丸ノ内線・日比谷線・千代田線 霞ケ関駅（A13出口）より徒歩5分
- 東京メトロ銀座線 虎ノ門駅（3番出口）より徒歩1分

## 周辺
- 虎の門病院
- 特許庁
- 播磨屋本店